# Споменик Петру Кочићу у Бањалуци
Споменик Петру Кочићу је споменик чувеном српском књижевнику и народном трибуну Петру Кочићу у Бањој Луци.
Споменик се налази у Градском парку (прекопута главног трга), и представља један од радова Антуна Аугустинчића и Вање Радауша у Бањој Луци. Ова монументална грађевина је завршена 1929, а постављен је и свечано откривен 6. новембра 1932. године.